# بوريليا راجعة
بوريليا راجعة أو  بوريليا ركيورنتس (الاسم العلمي: Borrelia recurrentis) هي نوع من البكتيريا تتبع جنس البوريليا من الفصيلة البوريلية.